# 5453 Zakharchenya
5453 Zakharchenya è un asteroide della fascia principale. Scoperto nel 1975, presenta un'orbita caratterizzata da un semiasse maggiore pari a 2,2551606 UA e da un'eccentricità di 0,1567574, inclinata di 6,33442° rispetto all'eclittica.